# Loxandrus minor
Loxandrus minor är en skalbaggsart som beskrevs av Chaudior. Loxandrus minor ingår i släktet Loxandrus och familjen jordlöpare. Inga underarter finns listade i Catalogue of Life.